# Libérat Weiss
Pour les articles homonymes, voir Weiss.
Libérat Weiss, né le 4 janvier 1675 à Konnersreuth, dans le duché de Palatinat-Neubourg alors possession du Saint-Empire romain germanique et mort martyr en Éthiopie  le 3 mars 1716, est un franciscain bavarois du XVIIe siècle tué avec 2 autres compagnons franciscains italiens, Samuel Marzorati et Michel-Pie Fasoli. 

## Biographie
Entré à l'âge de 18 ans chez les Franciscains, Johannes Laurentius Weiß prit le nom de Libérat. Ordonné prêtre en 1698, il est prédicateur et confesseur à Langenlois et à Graz avant de se porter volontaire en 1703 pour la mission franciscaine en Éthiopie, mission demandée par la Congrégation pour la propagation de la foi et qui visait entre autres à réconcilier l'Église copte orthodoxe, jugée hérétique, avec l'Église catholique romaine.

### Expédition vers l'Éthiopie
Il quitte Rome le 4 avril 1704 pour prendre la route de l'Éthiopie avec sept autres frères. La tentative est un échec. Sur la route ils sont arrêtés et emprisonnés par le roi Bade du Soudan qui les retient plusieurs années espérant une rançon. Plusieurs de ces missionnaires meurent en captivité avant que les survivants soient finalement expulsés vers l'Égypte. Seuls Samuel Marzorato, Michel-Pie Fasoli et lui-même semblent encore vaillants quand ils sont secourus. Le 20 avril 1711, pressé par la Congrégation pour la propagation de la foi, Weiss se décide pour une deuxième tentative. Il est cette fois accompagné de Michel Pie Fasoli et de Samuel Marzorato. Ils finissent par atteindre la ville portuaire de Massaoua sur la mer Rouge le 18 avril 1712, puis se rendent à la capitale de l'Éthiopie de l'époque Gondar.

### La mission éthiopienne
À leur arrivée, l'empereur Yostos d'Éthiopie leur fait bon accueil. Ils obtiennent l'autorisation d'ouvrir une mission dans la région du Tigré. Là ils établissent un dispensaire pour les malades. À la suite de la déposition de l'empereur, la situation devient plus précaire. Le nouvel empereur David III est beaucoup moins favorable aux missionnaires qui par ailleurs, dans un contexte de rivalité, font l'objet de calomnies de la part du clergé éthiopien. Avec ses compagnons Michel Pie Fasoli et Samuel Marzorato, Libérat Weiss est finalement condamné à mort le 2 mars 1716. Les trois franciscains sont exécutés par lapidation le 3 mars 1716. Ils avaient auparavant rejeté une offre de l'empereur de se convertir et de rejoindre l'Église éthiopienne.

## Vénération
Libérat Weiss fut béatifié le 20 Novembre 1988 par le pape Jean-Paul II. Il est fêté avec Samuel Marzorati et Michel-Pie Fasoli le 3 mars.